# Dynamite (BTS)
Dynamite is een single van de Zuid-Koreaanse K-popband BTS uit 2020. Het stond in hetzelfde jaar als achtste track op het album BE.

## Achtergrond
Dynamite is geschreven door David Stewart en Jessica Agombar en geproduceerd door David Stewart. In tegenstelling tot de meeste nummers van BTS, is Dynamite niet geschreven of geproduceerd door leden van de band. Het lied zou al zijn goedgekeurd door de platenlabel voordat de band de tekst had gezien. Het is het eerste nummer van de band volledig gezongen in het Engels. Volgens leden van de band is het nummer gemaakt om zo veel mogelijk positiviteit uit te stralen, welke volgens de band nodig was ten tijde van de coronapandemie. Het lied behaalde meerdere records toen het werd uitgebracht, zo haalde het record van een video waarvan de meeste mensen tegelijkertijd de première bekeken op YouTube en haalde het de meeste streams op Spotify op een dag.
Het is de grootste hit van de band en het bereikte over de hele wereld de hitlijsten. In Amerika kwam het de Billboard Hot 100 binnen op de eerste positie, waar het in totaal 3 weken op heeft gestaan. Het stond daarnaast ook in Mexico op de eerste positie. In België haalde het de derde positie in Wallonië en een vijfde positie in Vlaanderen. Het haalde daarnaast de achtste positie in de Nederlandse Top 40 en de twintigste plek in de Single Top 100. Het werd genomineerd voor een Grammy Award in de categorie Best Pop Duo/Group Performance, maar dit werd niet verzilverd.